# 通販盤
「通販盤」（つうはんばん）は、シドの1作目の通販限定シングルである。

## 概要
- 完売し、現在入手は困難。
- 2004年4月4日に通販のみで販売された。
- 「会場盤」完売を受け問合せが殺到し「通販盤」を発売した。

## 収録曲
- 会場盤と収録曲は同じである。

1. 青
作詞：マオ、作曲：御恵明希
2. 私は雨
作詞：マオ、作曲：Shinji

## 収録アルバム
憐哀 -レンアイ- (#1,2)